# 교육과정

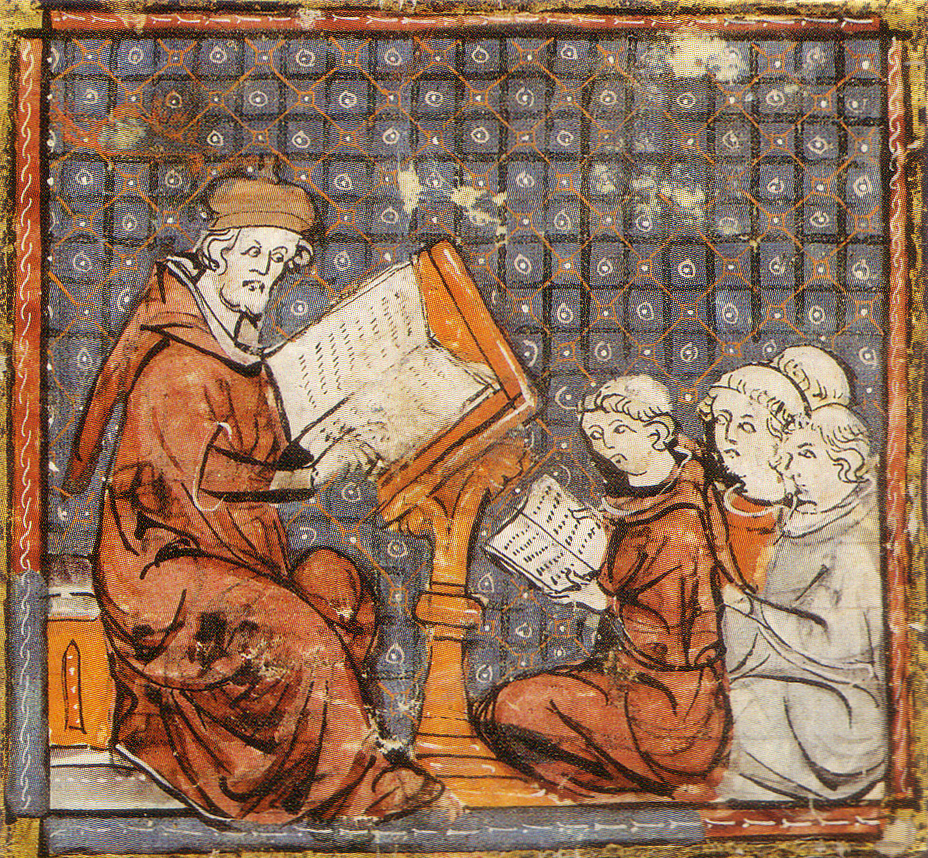

교육과정(敎育課程) 또는 커리큘럼(curriculum)은 일정한 교육의 목적에 맞추고, 교육 내용과 정해진 수업의 교육 및 학습을 종합적으로 계획한 것을 말한다. 보통 학생의 경우 초등학교부터 대학교에 이르기까지 학년마다 학습 상황을 시간표로 정리해 두는데 이것도 교육과정의 일부라고 할 수 있다.
교육과정은 단지 교육과정의 분야에 한정하지 않고 보다 넓은 의미로 교육의 목적과 교육 내용, 교수 활동 및 자세까지 확장하여 말할 수 있으며 교육 접근 자세 자체도 커리큘럼으로 파악할 수 있다. 이러한 것이 20세기 중반부터 활발하게 언급되고 있다.

## 정의
교육과정이란 가장 간결하게 정리하면 교육기관에서 학생들 또는 학습자들이 배워야 한다고 생각되는 것을 정한 교육내용이다. 교육과정은 주로 네 가지 의미로 요약할 수 있다. 그 첫 번째는 좁은 의미의 교육과정으로 문서화된 교육과정을 의미한다. 즉, 교육과정이라는 이름으로 나오는 교육과정 책자를 의미한다는 것이다. 이는 교육과정을 교과들의 목록이나 교과별, 학년별 교수 내용의 체계라고 보는 것으로 가장 일반적인 수준에서 교육과정을 파악하는 입장이다.
두 번째의 의미로는 학교와 같은 기관에서 교육계획에 따라 일정한 교과목을 가르치는 것을 말한다. 교육과정과 교육내용을 동일시하는 의미로, 학습자의 입장에서는 학습해야 할 내용이고 교수자의 입장에서는 가르쳐야 할 내용이 된다. 즉, 이런 관점에서의 교육과정은 교과의 목록이나 교육과정상의 교수내용의 체계로 보는 입장이다. 용어상의 의미가 명확하나 교육과정에 명시되지 않은 교육내용에 대해 소홀할 수 있다는 단점이 존재한다.
세 번째의 의미로는 교육과정을 학습 경험으로 보는 것을 말한다. 이는 학생들이 학교 생활을 하면서 갖게되는 경험 중에서 주로 의도되고 계획된 경험을 교육과정이라고 보는 것이다.
네 번째의 의미로는 교육과정을 의도된 학습 결과로 보는 것이다. 이 정의에 의하면 교육과정은 수업을 통해 도달해야 할 학습 결과의 의도되고 계획된 측면이다.
그 외에도 여러 법규와 사람들이 여러 정의를 내놓았다. 첫째로, 1963년에 개정된 대한민국의 교육과정에서는 "교육과정은 곧 학생들이 학교의 지도 아래 경험하는 모든 학습활동의 총화를 의미한다"라고 하였다. 이러한 교육과정의 정의는 진보주의 교육에서 말하는 것과 같은 것이다..
두 번째의 의미로, 세일러(J. G. Saylor)와 알렉산더(W. M. Alexander)는 "교육과정은 학교에서 전개되는 모든 학습의 기회를 포괄적으로 말하는 것이다"라고 하였다. 인로(G. M. Inlow)는 교육과정을 "예정된 성과를 거둘 수 있도록 학생들의 학습을 이끌어가는 학교의 모든 노력에 관한 계획이다"라고 하였다.
또, 크레이는 교육과정의 계획에 있어서 인문주의적인 전통을 강조하면서 "교육과정은 학교가 계획한 의도적 학습의 프로그램이다. 심오한 뜻에서 교육과정은 학생들의 마음속에서 일어나는 것이며, 그 성과는 흔히 훗날의 행동으로 나타나는 것이다"라고 하였다. 이상 인용한 교육과정의 정의를 요약하면 교육과정이란 학교가 예정한 대로의 성과를 거두기 위한 의도적인 프로그램이며, 교육과정으로서 학교가 이루어 낼 성과는 제한된 것으로 보는 것이다.
그러므로 교육과정이 의미하는 공통적인 성질은 교육과정에서 생각하는 내용이 과거 학교교육에서 지식만을 가르치기위한 교과과정에 비할 때 훨씬 다르고 광범위하다는 것을 짐작할 수 있다. 뿐만 아니라 과거의 교육과 같이 지식 편중으로 문화지식의 전달만을 위한 학과조직에만 그치는 것이 아니라, 아동·학생들의 생활 전반에 걸쳐서 제반 요소들이 함께 포괄되어 있음을 알 수 있다. 그러므로 현대교육은 단순하게 어떤 학과교육이나 지식습득만을 목적으로 하지 않는다. 현대교육은 인간의 전체적인 성장과 발달을 통해서 교육의 목표를 세우고 있기 때문에, 지적 분야뿐만 아니라 사회면·신체면·정서면 등 전인으로서의 인간교육을 목표로 하고 있다. 따라서 현대교육에서는 학습자들이 필요로 하는 학습내용과 경험내용이 그만큼 광범위하고 다양해야 한다.

## 어원과 개념
교육과정이라는 의미의 영어 낱말 커리큘럼(curriculum)은 본래 라틴어의 Curere에서 유래한 용어이다. Curere의 뜻은 '달리다'이며 Curere의 명사형 Curriculum의 뜻은 '말이 뛰는 길(Course of race)'이라는 의미이다. 그리하여 교육과정은 경주로를 '(경주로를 따라) 달리는 것'으로 보아 개인의 인생행로에 대한 해석으로 본다. 보비트의 저서 《The Curriculum》(1918년)에서 교육 용어로 처음 사용되었다. 어원을 거슬러올라가는 것이 반드시 바른 개념의 모습을 찾는 길이라고는 할 수 없겠으나, 다양한 개념을 가지고 있는 본래의 뜻을 알 수 있는 하나의 단서는 될 수 있을 것이다. 이 라틴어도 이미 몇 가지의 어의를 가지고 있었으나, 오늘날 교육과정이 의미하는 바 서로 상반된 여러 개념에 비하면 극히 한정된 몇 종류의 유사한 개념을 갖는 데 불과했다. 즉 ① 레이스, ② 레이스 코스, ③ 코스, ④ 경주용의 전차(Chariot) ⑤ 캐리어 등의 의미가 있었다. 특히 다섯째의 의미는 오늘날에도 이력서를 가리켜서 'curriculum vitae'라고 하는 것을 생각해 본다면 납득이 간다. 오래는 1633년과 1643년의 글래스고 대학의 기록문서에서 보는 바와 같이, 당시는 스코틀랜드의 각 대학에서 이 말이 사용되고 있었으며, 정규 수업과정(授業課程)을 뜻하는 것이었다. 예를 들면 '5학년과정(curriculum quinqueannorum)' 같은 것이다. 또한 교육관계의 논문에서 최초로 이 말을 논제로 삼았던 사람은 스펜서(Herbert Spencer)이며, <교육론>(1861년 간행)의 제1장 <어떤 지식이 가장 가치가 있는가>에서였다. 그는 "분명히 모든 곳에서 여러 종류의 지식이 중요하다고 강조하고 있으면서, 반면에 그 지식을 자기것으로 하는 데 쓰이는 시간만큼 그 지식이 중요한가 아니 한가, 그렇지 않으면 달리 더 중요한 것이 있어서 그것을 아는 데 시간을 사용하는 편이 더 좋지는 않은가, 또 수학교육과 고전교육(古典敎育)의 어느 쪽이 최량(the best)인가를 결정하는 일이 적당한 커리큘럼을 결정하는 일이라고 생각하는 것은, 마치 빵과 감자의 어느 쪽이 영양이 있는가를 결정하는 것이 영양학(營養學)의 전부라고 생각하는 것과 같다"고 <교육론>에서 밝히고 있다. 또한, "내가 논하고 있는 문제는 대단히 중요한 문제로, 그것은 이러이러한 지식은 가치가 있는가 없는가의 여부를 말하는 것이 아니라, 그 지식의 상대적(相對的)인 가치는 어떠한 것인가 하는 점이다. 어떤 학과(course of study)에서 이러 이러한 이익을 얻을 수 있다고 하는 것만으로서, 그들은 자기의 변명이 되었다고 생각하기 쉽다. 나아가 얼마만한 값어치가 있는가를 생각하지 않으면 안 된다는 것을 전혀 잊고 있다"라고 말한다.  금세기(今世紀) 최초의 20년간에, 커리큘럼이라는 용어는 'course of study'의 대용으로 사용되고 있었으며, 구드(Carter V. Good)가 편집한 <교육사전>(1945년 간)에는 'course of study'란 용어는 "때로는 잘못 해석되어, 커리큘럼과 동의(同義)로 쓰여진다"라고 기술되어 있다. 하기야 이 사전에서 바른 용법으로서 정의되는 'course of study'는 '교과과정'이라고 번역해야 할 것으로서, 스펜서가 의미를 붙인 '학습과정'이라는 원의(原義)와는 다른 것이다. 그러나 커리큘럼은 라틴어의 경주로(競走路)란 말에서 전환된 '학습의 절차'라고 일단 해석해도 무방하다고 생각된다. 스펜서의 용법에 있어서 이미 'course of study'와 준별(峻別)이 되어 있었다는 것은 유의할 가치가 있다. 스펜서의 경우 '전반적인 학습의 절차'를 컬리큘럼이라고 하며, '각 교과' '각 학습과정'을 'course of study'라고 말했다고 추찰(推察)된다

### 스펜서의 견해
이와 같은 커리큘럼의 개념은 스펜서의 같은 논문의 다음 논지(論旨)에 의해서도 밝혀지는 바이다.  "엄지 손가락과 새끼 손가락 사이 정도밖에 살지 못하는 우리들은, 사물을 배우는 시간이 조금밖에 없다는 것을 항상 잊어서는 안 된다. 도리에 맞는 커리큘럼(a rational curriculum)이 되게 하기 위해서는, 어떠한 것을 가장 많이 가르쳐야 할 것인가를 정하지 않으면 안 된다. 바꾸어 말하면 이미 오늘날에는 쓰여지지 않지만, 베이컨(Francis Bacon, 1561-1626)의 '우리들은 지식의 상대적 가치를 결정하지 않으면 안 된다'는 말은 타당하다"고 스펜서는 말한다. 또 "모든 종류의 습득에는 두 가지의 가치(지식으로서의 가치와 훈련으로서의 가치가)가 있다. 이렇게 습득한 것은 처신방법에 도움이 될 뿐만 아니라, 각종 사물에 통달하게 되며, 동시에 머리의 활용에 도움이 된다. 그리고 차질없는 생활을 하기 위한 준비로서, 이와 같은 효능을 갖는 두 가지 항목을 생각하지 않으면 안 된다. 따라서 이와 같은 항목은 커리큘럼을 논의하는 데 있어서 우리가 제시해야 할 일반개념이다. 다시 말하면 여러 가지 활동을 해야 할 인간은, 이러한 활동단계에서 사물(事物)이 갖는 불변의 진리에 따르든가, 진리에 준한 것에 따르든가, 아니면 통념(通念)에 따르든가 하여, 여러 가치의 경중을 조정하여야 한다"라고 말한다. 이것으로써 스펜서가 얼마나 광범위한 구상을 커리큘럼의 개념에 의탁하고 있었나 하는 것을 짐작할 수 있겠다. 그렇다고는 하나 여기서 명백해진 바와 같이, 커리큘럼은 '지식' 및 '훈련'으로서의 사물의 교육적 가치를 생활 전체의 시야에서 묻고자 문제로 삼았던 것이며, 여기서 말하는 훈련은 형식도야(形式陶冶)의 사고방식을 탈피하지 못하고 있다. 커리큘럼이란 말하자면 '과학교육을 위한 커리큘럼'이었으며, 스펜서가 말하는 지식이 학습자에 관계되는 과정을 심리적으로 다루기 위해 새로 일어난 경험교육(經驗敎育)의 입장도 생각할 수 있다는 점에 대해서는, 스펜서 자신도 하등 언급이 없었다. 베이컨이나 로크(John Locke, 1632-1704)가 말한 '경험'이란 지식으로서의 경험이어서, 생활과정으로서의 활동(경험)이 아니었기 때문에, 스펜서의 이러한 커리큘럼 개념이 미국에서 영합되어, 다양한 '진보적' 생활 커리큘럼으로 발전하게 되었다. 그것이 증명하는 바와 같이, 여기서 말하는 '과학교육의 커리큘럼' 및 '경험교육의 커리큘럼', '지식교육론'과 '생활교육론'은 서로 무연(無緣)한 것으로 볼 게 아니라, 같은 이론적 전개 속에서 찾아야 할 것이다. 그러나 존 듀이(John Dewey, 1859-1952)에 의한 1902년의 저서인 <아동과 교육과정>은, 전자와 후자가 오히려 상호배반(相互背反)의 커리큘럼 개념도 함께 갖는다는 것을 보여줌으로써, 여기서 듀이가 과제로 했던 것이 어떻게 이 모순을 극복하느냐에 있었다는 것은 흥미있는 일이다. 참고로 <버지니아 안(案)> 등의 범위는 스펜서의 다섯 가지 활동의 구분에 근원을 갖는 것이었다. 또 활동분석법(活動分析法)의 개척자이며, 더욱이 본질주의파(派)에 속하는 보빗(Franklin Bobbitt)도 역시 주로 스펜서의 커리큘럼론을 듀이나 프뢰벨(F. W. A. Fr  bel. 1782-1852)과 함께 신봉하고 있었다.

### 듀이의 견해
듀이는 교육과정에 대하여 "넘을 수 없는 논쟁(論爭)은 그 나름대로의 근거·실체(實體)를 갖는다 … 교육과정의 기본요인은 미성숙(未成熟), 미발달한 것과, 어른의 성숙된 경험에 구현시킨 약간의 사회적인 목적·의도·가치 등이다. 교육과정이란 이들 작용력이 적절한 시기에 작용을 주고받는 일이다. 가장 완전하고 자유로운 상호작용을 용이하게 할 수 있는, 즉 다른 편과 관계하는 각개의 개념은 교육이론의 바탕이 된다. 그러나 여기서 생각해야 할 필요가 생긴다. 각개의 나타난 실체를 발견하는 일보다도 사태를 개별(個別)로 보고, 다른 것을 무시하고 한쪽을 강조함으로써 적(敵)을 만드는 편이 쉽다. 이 쉬운 일은 아동의 본성이나 어른의 발달된 의식 가운데서 무엇인가를 찾아내어서, 그것이 문제 전체를 푸는 열쇠라고 주장하는 일이다"라고 했다. 말하자면 듀이의 '아동과 교육과정'은 아동의 본성과 이미 있는 교육과정의 개념을 대비적(對比的)으로 자리잡게 한 최초의 정리된 논급(論及)이었고, 동시에 또한 그것을 초월하려고 기도한 역시 최초의 논급이기도 했다. "교육적인 것을 한결같이 전체로 보는 데서 우리들은 당착(撞着)된 관계를 볼 수 있고, 아동과 교육과정, 개인의 천성과 사회의 문화가 서로 대립하고 있는 것을 알 수 있다. 교육학설상의 다른 모든 불화의 근저에는 이 대립이 잠재하고 있는 것이다"라고 듀이는 말한다.  듀이는 또 "그렇다면 문제는 무엇인가. 아동의 경험과 학업의 과정을 만드는 다양한 교재와의 사이에(정도의 차와는 다르다) 얼마간의 성질상의 차이가 존재한다는 편협된 생각을 제거하는 것이 문제인 것이다. 아동측으로는 어느 정도로 자신의 경험이 이미 그 자신 속에서 계통적인 학업이 되고 있는가, 즉 사실과 진실을 포함하는가를 아는 것이 문제가 되는 것이다 … 교재(敎材)를 아동의 경험을 통하지 않고 기정사실로 인정하는 견지를 버려라, 아동의 경험을 또한 절대적인 것으로 생각하는 것도 중지하라, 그러면 아동과 교육과정이 단일의 과정을 결정하는 양극(兩極)에 불과하다고 하는 것을 알게 될 것이다. 두 점(點)이 직선을 정하는 것과 같이 아동이 현재 가지는 견지와 학과(學科)가 갖는 사실·진실이 교수를 결정한다. 또 아동이 현재 경험하는 사실·진실과 학업하는 교재에 포함하는 사실·진실은 하나의 실체(實體)의 시초와 종결이라는 관계를 갖는다"라고 말한다.  듀이가 주장한 논리는 먼저 교육과정을 '아동의 활동'과 '아동의 경험'에 의해서 편성하여야 한다는 견지이다. 하기야 올센(Edward G. Olsen) 등도 1920년부터 1930년에 이르기까지 미국 학교조직의 기본적 방향은 아동중심적이며, 커리큘럼 형태는 '흥미중심'에 의해서 표시된다고 도시(圖示)하였다. 듀이의 이론이 진실로 의미하는 바는 단순히 흥미중심의 활동이나 경험의 배열을 커리큘럼이라고 간주했던 것은 아니었다.

## 교육과정의 종류 및 유형

### 공식적 교육과정
공식적(official) 교육과정은 흔히 문서화된 교육과정 계획을 지칭한다. 다른 표현으로 표면적 교육과정이라고도 한다.

### 나선형 교육과정
나선형 교육과정은 학년이 올라갈 수록 같은 내용을 심화, 반복하는 교육과정이다. 학습자의 지적 수준에 맞출 수 있다는 장점이 있으나, 반복으로 인해 학습량이 증대된다는 단점도 있다.

### 중핵 교육과정
중핵(core) 교육과정은 청소년의 필요와 흥미를 중심으로 개발한 코스를 모든 학생들이 공통적으로 배우도록 하는 것으로 사회의 문제와 쟁점을 중심으로 여러 교과의 내용을 통합적으로 구성하는 것을 강조한 교육과정이다.

### 표면적 교육과정과 잠재적 교육과정[2].
일반적으로 문서화된 교육의도 즉, 의도하는 학습결과 혹은 좁게는 교수요목을 총괄하여 표면적 교육과정(manifest curriculum)이라 부르고, 문서화하기 곤란한 교육의도 혹은 표면적인 교육과정이 진행되는 중에 우연히, 부수적, 산발적으로 나타난 교육적 효과를 잠재적 교육과정(latent curriculum)이라 지칭한다. 잠재적 교육과정은 잭슨에 의해 처음으로 정의되었다.
Bloom의 견해에 따르면 표면적 교육과정과 잠재적 교육과정에는 다음과 같은 차이가 있다.
1. 표면적 교육과정은 학교에 의하여 의도적으로 조직되고 가르쳐지는 반면에 잠재적 교육과정은 학교에 의하여 의도되지 않았지만 학교생활을 하는 동안에 은연중에 배우게 된다.
2. 표면적 교육과정은 주로 지적인 것과 관련이 있다면, 잠재적 교육과정은 주로 비 지적인 정의적(정서심리적)인 영역과 관련이 있다.
3. 표면적 교육과정은 주로 교과와, 잠재적 교육과정은 주로 학교의 문화풍토와 관련이 있다.
4. 표면적 교육과정은 단기적으로 배우며 어느 정도 일시적인 경향이 있는 반면 잠재적 교육과정은 장기적, 반복적으로 배우며 보다 항구성을 지니고 있다.
5. 표면적 교육과정은 주로 교사의 지적, 기능적인 영향을 받으나 잠재적 교육과정은 주로 교사의 인격적인 감화를 받는다.
6. 표면적 교육과정이 주로 바람직한 내용인 데 반하여 잠재적 교육과정은 바람직한 것 뿐만 아니라, 바람직하지 못한 것도 포함한다(잠재적 교육과정이 연구의 대상이 된 주된 이유: 편집자 주).
7. 표면적 교육과정과 잠재적 교육과정이 서로 조화되고 상보적인 관계에 있을 때 학생행동에 강력한 영향을 미칠 수 있다.
8. 잠재적 교육과정을 찾아내어 이를 계획한다 하여도 표면적 교육과정과 잠재적 교육과정의 구조는 변하지 않는다.
9. 표면적 교육과정 자체의 잠재적 기능이 있다.

### 영 교육과정
아이즈너(E.W. Eisner)가 교육적 상상력(1979)에서 학교에서 가르치지 않는 과정을 영 교육과정(null curriculum)이라고 표현하였다. 표면적 교육과정에서 포함되어 있지 않은 교과나 지식, 사고양식을 일컬으며, 더 나아가 의도적으로 배제된 것이라 보기도 한다. 따라서 영 교육과정은 일부러 특정 내용을 배제, 약화시켜 학생들이 배울 기회를 놓치게 만드는 기능을 수행한다고 볼 수 있다.

### 실제적 교육과정
워커(D.F. Walker)의 숙의 모형과 관련되어 있다.

### 중심 대상 선택
교육과정의 구성에 있어 무엇을 중시할 것인지에 대해 선택하는 유형이다.
- 교과 중심 과정: 교과의 교수(가르침)가 중심이 된다. 교사가 준비한 시나리오에 따라서 학습하는 것이며 교과 배열에 관심을 가지는 개념이다.
- 경험 중심 과정: 학습자의 전체적인 성장이 중심이다. 교육 과목은 각 아이를 이끌고, 사회적으로 창조적인 개성을 형성하는 데에 도움을 주는 개념이다. 프로젝트, 방식, 문제 해결이 여기에 해당한다.

### 평가 모형
- 입출력 모형 : 구체적으로 관찰할 수 있는 교육 목표를 설정해 두고 그에 맞는 교재와 준비물을 개발한다. 또, 그것을 교수 학습의 과정에서 활용하여 그 결과를 평가하는 모델을 말한다.
- 라쇼몬(Rashomon) 모형 : 교수 - 학습의 과정에서 고정된 목표를 마련하지 않고 교육과정에서 일어난 모든 것을 교원 · 학생뿐만 아니라, 동급생이나 다른 교원 등이 여러 방면에서 관찰하고 학습자 자신의 주관적인 학습 기술도 존중하여 평가하는 모형이다.

### 과목 배열
- 누진형 / 교환형 / 반복형 / 종합형 / 쐐기형 : 주로 고등교육, 일반 교양과 전공 과목, 강의와 실습 등의 편성으로 활용되는 방법이다.
- 뷔페 스타일 : 여러 선택 사항이 있는 교과군을 학생이 개별 선택하고, 선택한 교과에 대해 학습 경험을 제공한다. 많은 대학의 일반 교육 단계에서 쓰인다.

## 교육과정의 구성단계
교육과정의 구성이라 함은 주로 학교 교육에서의 교육내용으로서, 선택하여야 할 문화재 및 경험 또는 활동의 구성을 말한다.
교육과정에는,
1. 교육목표를 어떻게 설정하여야 할 것이냐의 목표설정의 단계,
2. 이들 교육목표를 달성하기 위해서는 어떤 내용을 선정해야 할 것이냐 하는 문제,
3. 선정된 내용은 어떻게 편성해야 할 것이냐의 문제,
4. 학습단원의 설정과 계획은 어떻게 해야 할 것인가 등의 여러 단계를 거쳐야 한다.

교육과정의 구성단계는 교육과정의 기본요소라고도 할 수 있다. 보통 합리적 교육과정 개발 모형에 따라 목표 설정, 학습경험의 선정, 학습경험의 조직, 평가 4단계로 구분한다.

### 교육과정 구성의 원리
교육과정 구성의 원리와 원칙에 대해 검토해 보면 다음과 같다.

#### 철학적 기초
1. 기본이 되는 전제로서, 교육철학은 교육을 수행하고 있는 사회로부터 오며, 교육자는 자기 자신의 교육철학을 가지지 않으면 아니 된다. 이것은 언제나 의식적으로 또는 비판적으로 개조되어 가고 있는 것이 아니면 안 된다.
2. 인생의 가치, 즉 자기의 경험을 항상 더욱더 의의있게 하고, 사회적으로 가치있도록 하는 능력을 발달시킨다는 것은 인간의 최고선(最高善)이다. 그것은 인생의 가치를 가장 잘 실현하는 것이다.
3. 이상적인 사회로서, 각 개인이 피차의 경험을 뜻있게 하는 것에 최대의 공헌을 하도록 행동해야 하며, 이상적인 사회의 특색은 어떠한 사회의 조직일지라도 완전하다고 인정하지 않고, 그것을 완전하게 되도록 변혁하고, 올바른 방향으로 나가는 것을 돕는 것이다.
4. 교육의 성질과 역할로서, 교육이란 개인을 사회에 도움이 되도록 성장·발달시키는 사회의 노력이다. 학교는 사회가 개인의 성장·발달을 도모하려고 하는 여러 가지 시설이라든가 기관 중의 하나에 지나지 않는다.

#### 사회개조와 학교의 역할
1. 학교는 사회의 개선과 그 부단한 혁신을 위해 노력해야 한다.
2. 학교는 학생을 사회생활의 일정한 지위에 위치하도록 하여야 한다.
3. 학교는 이상적인 사회질서를 실현하기 위하여 사회혁신의 계획에 참여하여야 한다.

#### 심리적 기초
1. 자기 자신의 활동 그것이 바로 학습의 기초이다.
2. 학습은 학습자의 수준에 맞아야 하며, 학습자가 활발하게 활동할 수 있게 해야 하고, 학습자에게 맞는 분위기가 형성될 때 가장 유효하게, 또한 경제적으로 수행한다.
3. 학습은 학생이 명료한 목적을 가지고 있을 때에 가장 효과있게 수행한다.
4. 한 학급의 학생의 흥미와 능력에는 큰 차이가 있다.
5. 학교는 최초의 경험이 되는 문제를 해결하는 일을 의식적으로 실천하도록 격려해야 한다. 그럴 때에 학습자는 전력을 다하여 계획을 세우게 되고, 사실을 수집하여, 문제해결의 방법을 생각하게 되고 관찰하게 되며, 상상할 수 있다.

### 교육과정 구성의 원칙
1. 과정 구성에서는 철학적 기초와 사회적 요인, 심리적 요인, 그리고 현실적 요인을 기초로 하여야 한다. 즉 교육과정은 사회의 유지·발전에 도움이 될 수 있는 설계도이며, 그에 포함되는 내용은 학문영역에 국한되는 지식체계뿐만이 아니라, 학습자가 받아들이는 생활경험으로서의 사회기능과 같은 넓은 영역에 속하는 것이어야 한다.
2. 교육과정은 교육목표를 달성하기 위한 수단이므로 신중하고 통일적인 계획이어야 한다. 즉 교육자·교육행정가·교육전문가는 물론 학부형이나 지역사회인사 등 많은 사람들이 교육과정 구성에 참여하여 민주적으로, 그리고 협동적으로 일관성있게 구성해야 한다.
3. 교육과정은 객관적인 자료에 근거하여 구성하여야 한다.
4. 교육과정에서는 창의적인 사고와 활동이 육성되도록 고려해야 한다.
5. 학습지도법이라든지 평가에 대하여서도 충분히 고려된 구성이어야 한다.
6. 학교의 조직과 관리라든지 교구와 시설 등은 교육과정의 필요에 응하여 정비되어야 한다.
7. 교육과정에는 특별교육활동이라든지 가이던스의 계획도 포함되어야 한다.
8. 교육과정은 일정한 고정적인 것이 아니고, 사회의 변화, 학생의 성장·발달에 따라 끊임없이 개선되어야 할 것이므로 항상 재조직·재구성되어야 한다.

### 교육과정 구성의 절차
교육과정의 구성절차를 설명하면 다음과 같다.

#### 교육목적의 설정
교육과정 구성의 첫 절차는 교육목적의 설정이다. 목적은 행동의 방향을 결정하여 주며 박력을 가하여 준다. 교육과정은 교육목적을 달성하기 위한 수단이므로, 교육목표를 확실히 설정해서 교육과정 구성의 기본지침으로 하여야 한다. 교육목적을 설정하는 기준은, 민주사회가 희구하는 이상에 두어야 하므로, 교육목적을 실정하기 위하여는 우선,
1. 민주적인 이상이 무엇인가를 연구·조사하는 일,
2. 사회이상의 실현에 이바지할 수 있는 바람직한 행위는 무엇인가를 조사·분석하는 일,
3. 사회이상을 실현하는 데 요구되는 바람직한 행위를 더 구체적으로 분석·구분하여 진술하는 일 등이 요구된다.

또 교육목적의 효과적인 달성을 위하여 특히 유의할 점은
1. 교육목표는 구체적으로 결정하여야 한다. 교육목표로서 이상적인 인간상이 구체적으로 묘사되고, 그에 의해서 필요한 학습활동이 전개되도록 하여야 한다.
2. 교육목표는 모든 교육활동에 반영되며, 또 일관성있는 지표(指標)가 되어야 한다.
3. 모든 교사는 언제나 목적의식을 가지고 그 목표에 따라 학습을 지도하며, 학습결과를 평가하여야 한다 등을 들 수 있다.

그리고 교육목적 설정의 절차는 다음과 같다.
1. 교육의 일반목적의 설정이다. 이것은 민주적인 이상과 그 이상 실현에 이바지할 수 있는 바람직한 행위, 즉 국가적·사회적인 과제에 따라 교육의 중심계획으로 설정한다.
2. 구체적 교육목표의 설정이다. 교육이 구체화되려면 지역사회의 생활을 기반으로 구체적인 교육목표를 설정하여야 한다. 이와 같은 구체적 교육목표는 각기 지역사회의 기본과제에서 결정된다.
3. 특수적·구체적·개인적 목적의 설정이다. 일반목적과 지역목표를 설정하는 일은 전체사회나 지역사회의 필요에 응하기 위한 의도에서였다. 그것은 사회의 필요에 못지 않게 개인적인 필요를 구명하고, 그들의 필요를 교육목적이나 목표에 반영시키지 않으면 안 되기 때문이다. 구체적으로 진술된 교육목표는 그대로 교사의 교육활동이나 아동·학생의 학습활동의 지표가 된다. 또 그들 활동의 결과를 평가하는 기준이 되며, 교육과정 구성에서는 스코프(scope)와 시퀀스 결정의 범위와 질을 결정하는 것이 된다.

#### 학습범위의 설정
교육목적이나 목표가 설정되면 다음에는 학습내용을 선택해야 한다. 교육과정의 범위는 교육과정으로 채택하는 학습경험의 영역, 또는 범위를 말한다. 학습내용의 선택은 바람직한 인격형성에 가치가 있는 학습경험이 정선되어 학생에게 제공되어야 한다. 따라서 학습의 범위를 설정함에 있어서는 인간생활의 중요한 기능에 대한 과학적인 연구, 인간생활의 역사적 연구, 인간생활의 철학적 고찰 등이 필요하다. 즉 교육과정이 포함되는 경험영역은 민주적 사회에서 생활하는 데 필요한 지식·기능·평가능력, 그리고 태도 등을 발달시키는 데 필요한 모든 학습경험을 내포하게 된다. 그러나 우리들이 학습해야 할 것은 헤아릴 수 없이 많기 때문에, 바람직한 학습범위를 설정하는 방법과 기준이 필요하다.
1. 교과서법 및 교재법 ― 교과서법은 1종과 2종교과서 또는 인정도서를 절대적인 기준으로 삼는 것이다. 이 경우에는 정해진 교과서를 충실하게 이수하도록 준비하고, 학습을 전개시키는 것이 중심이 된다. 또한 교재법은 교과나 교재의 논리적인 체계, 학문적인 계통에 따라 학습하는 것을 주로 한다. 이와 같은 교과서법 및 교재법은 주로 교과교육과정에서 취하는 방법이다. 교과서법은 교과서의 내용을 그대로 스코프로 하는 데 대하여, 교재법은 교수진행에 필요한 교재가 있으면 여러 가지의 교과서에서 선택하게 된다. 따라서 교과서법보다 교재선택의 융통성이 있다.
2. 주제법(主題法) ― 스코프를 교과서에 제시한 교재에만 국한시키지 않고, 교수하여야 할 특정한 주제면의 모든 내용에서 문제로 삼는다. 따라서 주제는 현대생활을 해석함에 필요한 주제에 의해서 스코프를 결정한다. 이렇게 조직된 내용은 학년 또는 학기별로 구분되어 각 학년 또는 학기의 학습범위를 보여준다.
3. 목표법(目標法) ― 이것은 교육목표를 분석해서 학년에 따라 단계를 지우고, 그에 의해서 학습의 범위를 결정하는 방법이다. 이 방법은 교육과정의 내용을 교육목적에 따라 논리적으로 선택하려는 점에 특징이 있다. 이와 같은 의미에서 교과서법이나 교재법보다는 많이 개선된 방법이다.
4. 흥미중심법 ― 학생의 흥미를 중심으로 흥미를 끌기 위한 대상물이나 활동을 분류하여 학년별로 배당해서 스코프로 한다. 따라서 이 방법을 학습하는 학생의 필요와 흥미에 초점을 두고, 그들이 흥미를 느끼는 문화영역을 스코프로 한다. 이 방법은 다른 방법과 병용(竝用)되는 수가 많다.
5. 사회기능법 ― 사회생활의 기능을 학습의 범위로 하고, 학생의 흥미·능력·욕구 등을 기준으로 해서 학생별로 그 내용범위를 계열짓는 것이다. 이 방법은 1930년부터 1940년에 이르는 10년간에 널리 사용된 교육과정의 범위 설정법이다. 이 방법을 써서 스코프를 결정할 경우 우선, ① 사회생활의 여러 기능의 조사, ② 사회기능을 성취하게 하는 요인의 발견, ③ 각 학년에 따르는 학생의 흥미·능력·욕구의 분석이 필요하다. 그러나 1960년대 이후부터는 학문적 접근방법에 의하여 학문의 기본구조·기본개념을 강조하고, 사회의 요구가 반영되는 교육과정을 구성하여야 한다는 주장이 높아졌다.

#### 학습내용의 계열 결정
교육과정 구성에서 교육목적 또는 교육목표가 설정되고 학습내용이 선택되면, 그 선택된 학습내용을 학습하는 정도나 순서에 따라 학습의 계열(系列)을 결정하는 시퀀스를 정하여야 한다. 학습내용의 계열에는 대체로 다음과 같은 원리가 있다.
1. 논리성의 원리 ― 교구(敎具)나 교재가 가지고 있는 논리적인 구조에 따라서 학습내용을 배열(配列)한다. 일반적으로 원리나 개념은 이러한 계열에 입각하여서 발전적으로 학습된다. 이 원리는 수학·과학 등에 사용된다.
2. 연대순의 원리 ― 이 원리는 역사의 학습 범위의 계열에서 볼 수 있다. 시간적인 계열은 과거에서 현재로 하는 것이 보통이나 최근에는 이와 반대의 경우도 있다.
3. 구체에서 추상에의 원리 ― 학습의 최초의 단계에서 쓰이는 계열원리이다. 초등학교의 학습계열에서 이러한 원리가 많이 쓰인다.
4. 단순에서부터 복잡에의 원리 ― 이 원리는 간단한 반응을 포함한 경험에서부터 복잡한 것으로 옮아가는 것이다. 이 계열은 학생의 정신발달에 따르는 심리학적 원리이다.
5. 사회확대의 원리 ― 아동의 직접적인 주변사회(제1차집단)에 관한 학습경험의 계열에서 시작하여 차차 규모가 큰 사회로, 즉 이익을 위해서 존재하는 제2차 집단으로 확대하여 가는 원리이다. 쉽게 말하면 가정생활·동료집단생활·학교사회생활·지역사회생활·국가사회생활·국제사회생활 등과 같이 사회규모의 확대에 따라 학습내용을 나열하는 것이다.

#### 단원의 구성
교육과정 구성에 있어 스코프와 시퀀스의 결정에 의하여 이 양자를 횡축과 종축으로 하여 도합하면, 각 학년에서 학습시킬 구체적인 내용이 정연한 형으로 나온다. 이것이 피교육자에게 학습시키려 하는 단원이 되는 것이다. 교육과정을 전개시키려면, 학습단원의 설정, 전개에 관한 계획·실시 및 평가의 단계까지 구상하여야 한다. 이 단계에 이르러야 비로소 교육과정으로서의 완전한 성격을 갖추게 되기 때문이다. 이것은 주로 일선교사가 하여야 할 일이다.

## 교육과정의 흐름
일종의 유행과 같은 것으로 교육과정학을 주도하였던 미국이나 유럽의 흐름을 이야기한다. 교과중심, 경험중심, 학문중심, 인간중심 교육과정은 흐름으로 보는 것이 타당하나, 통합, 중핵 교육과정은 구성방법으로 보는 것이 타당할 수 있다. 잠재적 교육과정은 흐름으로 볼 수 없기에 삭제하였다.
- 교과중심 교육과정 : 1920년대에 유행한 관점으로 지식의 체계를 중요시 한 교육과정이다. 지식의 체계를 중요시 하였다고 작성되어 있으나, 교수요목(course of study) 교육과정이라 보는 것이 타당하다. 당시에는 라틴어, 희랍어, 천문학 등 사회의 주류를 이루는 계층의 교양 중심의 교과목으로 구성되어 있었다. 주로 형식도야 이론에 입각하여 운영되었다.
- 경험중심 교육과정 : 1930년대에 유행한 관점으로 학습자가 중심이 되어 학습자의 모든 경험을 중요시 하였다. 교과중심 교육과정의 실생활과의 괴리감에 대한 비판을 통해 가정, 실과, 공민(시민교육) 등의 과목이 출현하게 되었다. 존 듀이와 밀접한 관련이 있다.
- 학문중심 교육과정 : 1960년대에 유행한 관점으로 스푸트니크 쇼크를 계기로 '지식의 구조'화를 통한 교육을 강조하였다. 1960년에 출판된 브루너의 교육의 과정(過程, The Process of Education) 참조.
- 인간중심 교육과정 : 1970년대와 1980년대에 유행한 관점으로 인간을 가장 중요시 한 교육과정이다.
- 통합 교육과정 : 1990년대부터 유행하고 있는 한국, 미국, 일본 등지에서 유행하는 관점으로 교과목을 통합하여 주제나 경험중심으로 구성한다. 교육과정을 구성함에 있어 하나의 교과로 통합하였다고 보면 이해하기 쉽다.
- 중핵 교육과정 : <교과 중심 교육과정과 경험 중심 교육과정의 특징을 요약하면 중핵 교육과정의 그것과 같다.>라고 작성되어 있으나, 두 교과 이상에서 공통적 요소를 중심으로 묶었다고 보면 이해하기 쉽다. 통합 교육과정과 비교할 때 교과의 통합이 아닌 내용을 공통으로 묶은 수준이다.

## 같이 보기
- 교육 프로그램
- 클럽 활동
- 수업
- 수업계획
- 평생교육
- 교육학

## 참고 문헌
- 이 문서에는 다음커뮤니케이션(현 카카오)에서 GFDL 또는 CC-SA 라이선스로 배포한 글로벌 세계대백과사전의 내용을 기초로 작성된 글이 포함되어 있습니다.